# Lampripterygii
Lampripterygii là một nhánh trong cá dạng có vây gai (Acanthomorpha).

## Phân loại
Lampripterygii chỉ còn 1 bộ sinh tồn và khoảng 4 họ tuyệt chủng.
- Lampriformes Regan, 1909
- † Pycnosteroididae Patterson, 1964
- † Pharmacichthyidae Patterson, 1964
- † Aipichthyidae Patterson, 1964
- † Aipichthyoididae Gayet, 1980